# Lüftungsanlagenrichtlinie
Die Lüftungsanlagenrichtlinie (LüAR) des jeweiligen Bundeslandes ist eine in Deutschland nach Landesbauordnung eingeführte technische Baubestimmung.
In ihr werden die brandschutztechnischen Anforderungen an Lüftungsanlagen in dem jeweiligen Bundesland geregelt. Als Vorlage für die Länder wird die Muster-Lüftungsanlagenrichtlinie (M-LüAR) verwendet.

## Muster Lüftungsanlagenrichtlinie
Die Muster Lüftungsanlagenrichtlinie (M-LüAR) soll die dem Landesrecht unterliegenden Verordnungen vereinheitlichen. Sie wird ständig aktualisiert von der Fachkommission Bauaufsicht der Bauministerkonferenz; in dieser sind alle Bundesländer vertreten. Auf diesem Muster basieren die Lüftungsanlagenrichtlinien sämtlicher Länder.
Die Lüftungsanlagenrichtlinie formuliert die Anforderungen, die sich aus §41 MBO ergeben. Sie gilt also für Anlagen, an die lt. Landesbauordnung Anforderungen gestellt werden.

## Aufbau der Richtlinie
Die Richtlinie besteht aus einem
- Textteil mit den einzelnen Anforderungen.
- Einem Teil mit schematischen Darstellungen und zusätzlichen Vorschriften

## Inhalt
In der Lüftungsanlagenrichtlinie wird geregelt:
- Der Geltungsbereich
- Anforderungen an das Brandverhalten von Baustoffen (in Lüftungsanlagen)
- Anforderungen an Bauteile von Lüftungsanlagen
- Auswahl und Anordnung der Bauteile
- Lüftungszentralen für Ventilatoren und Luftaufbereitungseinrichtungen
- Besondere Bestimmungen für Lüftungsanlagen nach DIN 18017-3
- Abluftleitungen von gewerblichen oder vergleichbaren Küchen, ausgenommen Kaltküchen
- Anforderungen an Lüftungsanlagen in Gebäuden besonderer Art oder Nutzung
- Bauvorlagen